# Kourouma (Mali)
Kourouma è un comune rurale del Mali facente parte del circondario di Sikasso, nella regione omonima.
Il comune è composto da 10 nuclei abitati:
- Diélé
- Dougoubala
- Fôh
- Kougouala
- Kourouma
- Niagnéguéla
- Nizérébougou
- Tiogola
- Zaniéguébougou
- Zaniénani